# Eugen Ruge
Eugen Ruge, né à Soswa dans l’oblast de Sverdlovsk, en Union soviétique le 24 juin 1954, est un écrivain allemand.

## Biographie
Il obtient le prix Alfred Döblin en 2009 et le Prix du livre allemand en 2011.

## Œuvres traduites en français
- Quand la lumière décline. Roman d'une famille [« In Zeiten des abnehmenden Lichts »], trad. de Pierre Deshusses, Paris, Éditions Les Escales, 2012, 422 p.  (ISBN 978-2-36569-012-6)[1],[2].
- Le Chat andalou  [« Cabo de Gata »], trad. de Pierre Deshusses, Paris, Éditions Les Escales, 2015, 224 p.  (ISBN 978-2-365-69142-0).
- Le Metropol, trad. de Jacqueline Chambon, Actes Sud, 2021[3],[4],[5].